# التلال لها عيون 2
التلال لها عيون الجزء الثاني (بالإنجليزية: The Hills Have Eyes 2)‏ هو فيلم رعب تم إنتاجه في الولايات المتحدة وصدر في سنة 2007. بلغت تكلفة إنتاج الفيلم حوالي 15 مليون دولار بينما حقق أرباحا تقدر بـ 37,466,538 دولار.

## القصة
تبدأ الأحداث عندما يتم تكليف مجموعة من المتدربين على حراسة الحدود الأمريكية بالذهاب في مهمة في منطقة خدمتهم على الحدود، لتوصيل كمية من المساعدات لفريق من العلماء الذين يقومون بتجارب في صحراء نيو مكسيكو القاحلة.وعندما يصل المتدربون لمقر معسكر العلماء يفاجئهم وجود المعسكر خاليا تماما دون أي أثر للعلماء. وفي أثناء بحثهم عن العلماء المفقودين يتلقون إشارة استغاثة لاسلكية ضعيفة من الفريق آتية من التلال المحيطة بالصحراء. يبدأ المتدربون في التحرك للنقطة التي صدرت منها الاستغاثة من أجل إنقاذ العلماء؛ ليبدءوا في التعرض لهجوم من مجموعة من آكلي البشر المشوهين.

## الممثلين
| ممثلين          | الدور/الوظيفة |
| --------------- | ------------- |
| جسيكا ستروب     |               |
| جيكوب فارجاس    |               |
| جيف كوبر        | ردينج         |
| جاي أكوفوني     | ويلسون        |
| سيسيل كاسيل     | المرأة الحامل |
| مايكل ماك ميلان |               |
| أرشي كاو        | هان           |
| مايكل بيلي سميث | بابا هاديس    |

## روابط خارجية
- التلال لها عيون 2 على موقع IMDb (الإنجليزية)
- التلال لها عيون 2 على موقع ميتاكريتيك (الإنجليزية)
- التلال لها عيون 2 على موقع روتن توميتوز (الإنجليزية)
- التلال لها عيون 2 على موقع نتفليكس (الإنجليزية)
- التلال لها عيون 2 على موقع قاعدة بيانات الأفلام العربية
- التلال لها عيون 2 على موقع ألو سيني (الفرنسية)
- التلال لها عيون 2 على موقع Turner Classic Movies (الإنجليزية)
- التلال لها عيون 2 على موقع أول موفي (الإنجليزية)
- التلال لها عيون 2 على موقع بوكس أوفيس موجو (الإنجليزية)
- التلال لها عيون 2 على موقع فيلمافينيتي (الإسبانية)